# Leininger Sporn
Der Leininger Sporn ist ein stark herausgehobener, bis 516,5 m ü. NHN (Rahnfels) aufsteigender Gebirgsvorsprung im Nordosten des Pfälzerwaldes. Der Gebirgssporn, der in erster Linie durch die Gesteinsformationen des Mittleren und Oberen Buntsandsteins aufgebaut wird, bildet zwischen Grünstadt im Norden und Leistadt, einem Ortsteil von Bad Dürkheim, im Südosten die westliche Begrenzung der Oberrheinischen Tiefebene.

## Geographie

### Lage
Der Leininger Sporn liegt zwischen den Tälern der Isenach im Süden und des Eckbachs im Norden und hat eine Fläche von ungefähr 44,8 km². Seine Länge beträgt von Nord nach Süd etwa 10 km, seine Breite von West nach Ost etwa 4–5 und im nördlichen Zipfel nur noch 2–3 km.
Die Außengrenze des Gebirgssporns verläuft von Kleinkarlbach im Nordosten entlang des Rheingrabenrandes nach Süden, um dann bei Leistadt nach Südwesten abzubiegen. Hier folgt sie der Lambrechter Verwerfung, einer Störungslinie, die zwischen Peterskopf und Teufelsstein bei Hausen das Isenachtal quert und den Gebirgszug der Haardt vom Leininger Sporn und dem sich südwestlich anschließenden Limburg-Dürkheimer Wald trennt. Ab der Alten Schmelz wendet sie sich nach Norden und erreicht über den Rahnfels (517 m ü. NHN) das Tal des Höninger Baches mit dem Ort Höningen. Hier geht der Naturraum im Westen fließend in die Ausläufer des Inneren Pfälzerwaldes und im Nordwesten in den Stumpfwald und die Rodungsflächen des Eisenberger Beckens über. Von Altleiningen folgt die Begrenzung dann bis Kleinkarlbach dem Tal des Eckbachs in nordöstlicher Richtung.

### Naturräumliche Zuordnung
Die Bezeichnung „Leininger Sporn“ wurde erstmals im Jahr 1964 vom Geographen Harald Uhlig verwendet, der in den Folgearbeiten 1:200.000 zum Handbuch der naturräumlichen Gliederung Deutschlands auf Blatt 150 Mainz den äußersten Norden des Pfälzerwaldes naturräumlich zu gliedern hatte. 1969 verwendete auch sein Kollege Adalbert Pemöller diesen Namen in den Arbeiten zum südlich anschließenden Blatt 160 Landau und grenzte die Landschaft nach Süden ab.
Uhlig wies den Sporn der Einheit Unterer Pfälzerwald als Untereinheit zu, was auch Pemöller so übernahm. Der Untere Pfälzerwald bestand ansonsten in der Hauptsache aus dem Stumpfwald im mittleren Norden, dem Otterberger Wald im Nordwesten sowie der unbewaldeten Landschaft um Sembach dazwischen – alles Landschaften, die gegenüber dem Mittleren Pfälzerwald durch eine merkliche Höhenstufe abfallen und nur Höhen unter 400 m ü. NHN erreichen. Das unmittelbar östlich von Kaiserslautern und (auf Pemöllers Blattbereich) um den Queitersberg liegende Waldgebiet war dabei überhaupt nicht dem Pfälzerwald zugeordnet worden, obwohl es in Geologie, Relief und Höhenlage stark dem Stumpf- und dem Otterberger Wald ähnelt – während der Leininger Sporn die typischen Höhenlagen des Mittleren Pfälzerwaldes in die Gegend nördlich des Tals der Isenach und, am Ostrand, die Steilhänge der Haardt nach Nordwesten fortsetzt.
Nach Höhenlage und Geomorphologie ist der Leininger Sporn letztlich eher dem Mittleren Pfälzerwald zuzurechnen. Dieser taucht zwar in Pemöllers Gliederung nicht als Einheit auf, bezeichnet jedoch in der verbreiteten Gliederung nach Beeger, Geiger und Reh den Mittelteil des Mittelgebirges und ist namentlich deutlich bekannter als die einzelnen von Pemöller innerhalb des Mittelteils eingeführten, weithin unbekannten Landschaftsnamen. Näheres ergibt sich aus dem integrierenden Gliederungskonzept des Mittelgebirges.

### Name
Der Name dieser naturräumlichen Einheit orientiert sich am historischen Namen Leiningerland, das seinerseits nach dem früher bedeutendsten Adelsgeschlecht der Region, den Leiningern, benannt ist. Geographisch gesehen hat das Leiningerland neben der Mittelgebirgslandschaft des Leininger Sporns auch Anteil an der Weinstraßenregion bzw. der Vorhügelzone des Gebirgsrandes und der Oberrheinischen Tiefebene.

### Landschaftscharakter

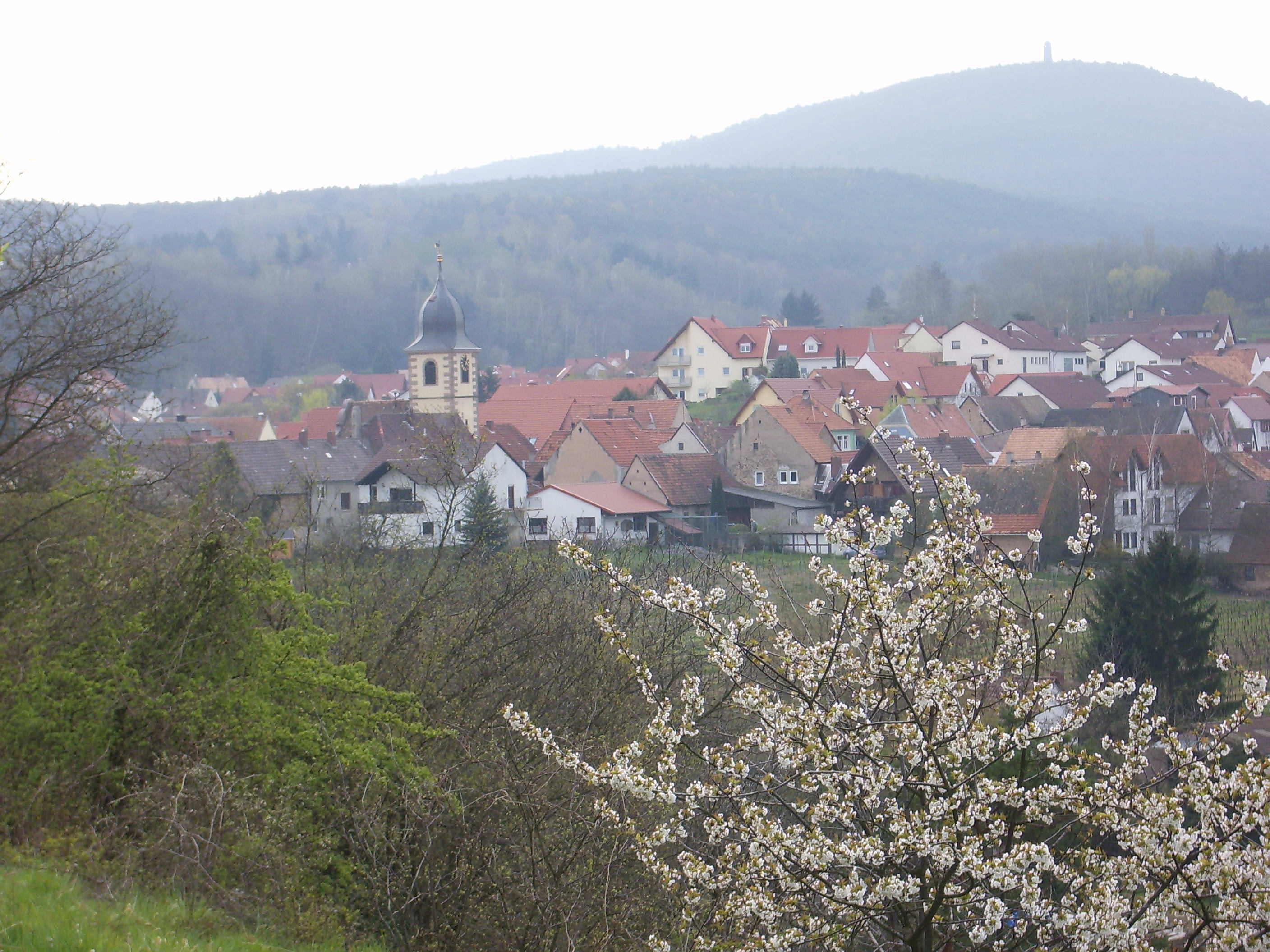
Blick vom Naturschutzgebiet Felsenberg-Berntal nach Südwesten über Leistadt zum Peterskopf

Das Relief des Naturraums ist durch einen prägnanten Höhenrücken mit steilen Bergflanken gekennzeichnet, der sich von der Pickelhaube (360,7 m ü. NHN) im Norden bis zum Rahn- und Heidenfels (496,0 m ü. NHN) im Süden erstreckt und Richtung Eckbachtal und Oberrheinischer Tiefebene, vor allem aber zum Isenachtal um 250 bis 300 Höhenmeter steil abfällt. Kleinere und größere Fließgewässer haben sich tief in das Buntsandsteinpaket eingeschnitten, so dass eine vielgestaltige Oberflächenstruktur mit Kerbtälern, Felsbildungen und Steilhängen entstanden ist. Größere Täler sind u. a. das Langental im Nordwesten des Sporns und das Krumbachtal, das am Ungeheuersee beginnt und sich in nordöstlicher Richtung bis nach Kleinkarlbach erstreckt. Im Süden erfolgt die Entwässerung des Gebirgszuges dagegen nur durch einige kleinere Bäche, die in engen Kerbtälern zur Isenach fließen.
Das Landschaftsbild des Leininger Sporns ist vor allem durch dichte Bewaldung geprägt, wobei im Osten hauptsächlich Nadelhölzer, vor allem reine Kiefern-Monokulturen oder Mischbestände aus Kiefern und untergemischten Buchen dominieren, deren Bodenflora sich häufig aus Heidekraut, einfachen Gräsern und Heidelbeersträuchern zusammensetzt. Diese Kiefernwälder entstanden im 19. und 20. Jahrhundert durch gezielte Aufforstung von Flächen, die über lange Zeiträume hinweg durch intensive bäuerliche Nutzung – zum Beispiel zur Gewinnung von Holzstangen für den Weinbau – übernutzt und verwüstet wurden. Außer diesen typischen Haardtwäldern sind in wärmebegünstigten Lagen am Ostfuß des Gebirges auch Edelkastanien anzutreffen, die häufig in größeren Beständen auftreten. Wein- und Obstanbau belegen ebenfalls die Klimagunst der Weinstraßenregion und schaffen im Wechsel mit Ausläufern des Haardtwaldes ein abwechslungsreiches Landschaftsbild.
Die Waldflächen im Westen des Naturraums sind dagegen etwas anders zusammengesetzt. Hier finden sich – unter anderem im Gebiet des Rahn- und Heidenfels – größere Mischwaldbestände mit stärkerem Laubholzanteil und ausgewogenerer Altersstruktur, so dass diese Gebiete in Waldbedeckung und -zusammensetzung weitgehend mit den übrigen Landschaftsräumen des Mittleren Pfälzerwald übereinstimmen.
Siedlungsaktivitäten beschränken sich auf die Randbereiche des Leininger Sporns, das Bergland selbst ist dagegen nicht besiedelt. Besonders ins Auge springt dabei die auf einer Rodungsinsel im nordöstlichen Randbereich des Sporns in einer Höhe von etwa 300 m ü. NHN gelegene Gemeinde Battenberg mit Burg Battenberg. Auf dieser Rodungsfläche wird hauptsächlich Ackerbau betrieben, da die hier vorherrschenden lehmig-tonigen Verwitterungsböden des Oberen Buntsandsteins nährstoffreicher sind und deshalb im Gegensatz zu anderen Regionen des Mittleren Pfälzerwaldes höhere Erträge ermöglichen. Dagegen ist der früher ebenfalls verbreitete Weinbau im Rückgang begriffen, was anhand ehemaliger Weinbergterrassen im Norden des Gemeindegebietes deutlich wird; zusätzlich finden sich an den Hängen der Battenberger Gemarkung Streuobstwiesen und Brachflächen. Eine geologische Besonderheit und als Naturdenkmal eingestuft sind die Blitzröhren unterhalb der Burg Battenberg. Es handelt sich hierbei um röhrenförmige Eisenschwarten, die eine mehrere Meter hohe ockerfarbene Sandsteinwand durchziehen und durch Ausfällung und Sinterbildung von Eisenlösungen entstanden sind.
Weitere Siedlungen befinden sich in den nordwestlichen Randbereichen des Leininger Sporns. Im Eckbachtal liegen Dorf und Burg Altleiningen und im Tal des Höninger Baches das Dorf Höningen mit den Ruinen des ehemaligen Klosters.

## Historische Eisenregion
Westwärts konzentriert sich die Besiedlung – durch frühere Eisenwerke verstärkt – auf die Täler des Eckbachs mit Dorf und Burg Altleiningen sowie des Höninger Bachs mit dem Dörfchen Höningen und den Ruinen des ehemaligen Klosters. Vereinzelt gewinnbares (paläozoisches?) Eisenerz hängt geologisch mit Verwerfungen am Rand des Leininger Sporns zusammen. 
Das Eckbachtal war in die historische Eisenverarbeitung der Region eingebunden, was beispielsweise ein großes Werk unterhalb von Altleiningen namens Dradura zeigt. Der Bach wurde zu Speicherseen für die Eisenwerke aufgestaut und trieb auch einige Sägemühlen. Flussaufwärts hat es den Charakter eines Wiesentals.